# Eljero Elia
Eljero George Rinaldo Elia (Voorburg, 13 februari 1987) is een Nederlands voormalig profvoetballer die bij voorkeur als linksbuiten speelde. Elia debuteerde in september 2009 in het Nederlands voetbalelftal. In februari 2023 kondigde Elia het einde van zijn voetballoopbaan aan. In Juni 2025 is Elia begonnen bij SV madestein wat uitkomt in de Vierde klasse.

## Clubcarrière

### ADO Den Haag
Elia begon met voetballen bij SV Voorburg. Daarna volgden Forum Sport en TONEGIDO, waarop hij op negenjarige leeftijd in de jeugdopleiding van ADO Den Haag werd opgenomen. In 2000 stapte hij over naar de jeugdopleiding van Ajax, maar hij keerde in 2002 terug naar die van ADO. Daarvoor maakte Elia in december 2004 zijn debuut in het betaald voetbal. Dat seizoen (2004/05) speelde hij vier wedstrijden in de hoofdmacht en scoorde hij daarvoor één doelpunt.
Elia maakte in 2005 deel uit van Nederland onder 19. Een jaar later debuteerde hij voor Jong Oranje.

### FC Twente

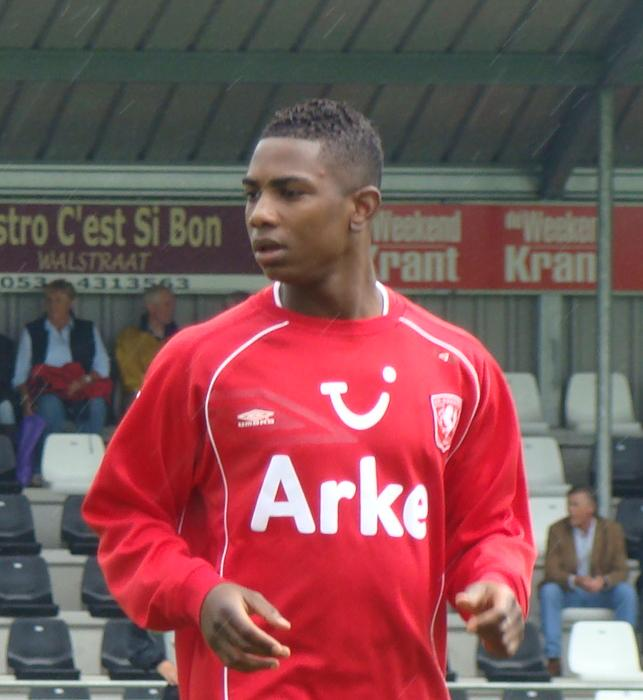
Eljero Elia bij FC Twente

Vanaf het seizoen 2007/08 stond Elia onder contract bij FC Twente. Ajax had ook belangstelling, maar de club uit Amsterdam wilde hem direct verhuren aan ADO. Dat zag Elia niet zitten en verkoos mede daarom de Twentenaren.
Op 19 november 2008 speelde Elia zijn eerste interland voor Nederland B. Tegen Jong Zweden stond hij rechtsbuiten. De wedstrijd eindigde in een 0-3 nederlaag.
In de winterstop van seizoen 2008/09 stond Elia in de belangstelling van onder meer Ajax. Ajax bracht tweemaal een bod uit, maar FC Twente hapte niet toe. Op 15 januari 2009 werd bekend dat Elia's contract bij Twente was verlengd tot medio 2013. In 2009 werd Elia door een jury onder leiding van Johan Cruijff verkozen tot Talent van het Jaar.
Op 29 mei 2009 nam bondscoach Bert van Marwijk Elia op in zijn definitieve selectie van het Nederlands elftal voor de oefeninterlands tegen IJsland en Noorwegen. Voor Elia was het de eerste keer dat hij bij de A-selectie van Oranje zat.

### Hamburger SV
Na afloop van het seizoen 2008/09 stond Elia opnieuw in de belangstelling van onder meer Ajax en Hamburger SV. Daar in eerste instantie niet aan de eisen van FC Twente-directeur Joop Munsterman werd voldaan, ging deze daarmee in beide gevallen niet meteen akkoord. Op 4 juli 2009 werd er alsnog een akkoord bereikt met Hamburger SV, waar Elia per seizoen 2009/10 voor ging spelen. Met de transfer zou omstreeks tien miljoen euro gemoeid zijn, waarvan 20% naar zijn vorige club ADO Den Haag ging.
Op 9 augustus 2009 maakte Elia zijn competitiedebuut voor HSV. Tijdens een wedstrijd tegen SC Freiburg viel hij twintig minuten voor het einde in. In zijn vijfde competitieduel maakte hij een doelpunt, waarbij het schot een snelheid haalde van 133 kilometer per uur. Hij werd die wedstrijd voor de derde keer in vijf duels tot Man of the Match verkozen. In zijn eerste jaar bij de club kwam Elia in totaal tot 35 duels en scoorde zesmaal.
Zijn tweede jaar bij de Duitsers verliep moeizamer. Onder andere een stroeve relatie met zijn coach Armin Veh zorgde ervoor dat hij regelmatig op de tribune zat. Ondanks interesse van andere clubs in de winterstop bleef hij tot het eind van het seizoen bij HSV. Een aanbieding VfL Wolfsburg wees hij zelf af en HSV dwarsboomde een (tijdelijke) overgang naar Liverpool, Everton en Juventus. Dat seizoen kwam hij tot 25 duels en scoorde slechts tweemaal.

### Juventus
In augustus 2011 maakte Elia de overstap naar Juventus. Met de overgang zou zo'n tien miljoen euro gemoeid zijn. Hier komt Elia echter vrijwel niet aan spelen toe, waardoor hij bijna elke wedstrijd vanaf de tribune moet toekijken. Door het weinige spelen is hij niet meer zeker van een plaats in het Nederlands elftal.
Elia had bij de directie aangegeven te willen vertrekken. Zij wilden hem laten gaan, mits er een goed bod kwam. Ajax zou volgens onbekende bronnen een poging willen ondernemen om de vleugelspeler alsnog binnen te halen. Hij werd echter ook in verband gebracht met diverse Turkse en Engelse clubs.

### Werder Bremen
Elia tekende in juli 2012 een contract voor vier jaar bij Werder Bremen.

### Southampton
Werder Bremen verhuurde Elia in januari 2015 voor een half jaar aan Southampton. In zijn tweede wedstrijd voor de club van trainer-coach Ronald Koeman nam Elia beide treffers voor zijn rekening in het competitieduel tegen Newcastle United. Daarmee maakte de Werder Bremen-huurling op St. James' Park een einde aan een periode van veertien maanden waarin hij niet meer had gescoord in competitieverband.

### Feyenoord
Elia tekende op 6 augustus 2015 een tweejarig contract bij Feyenoord, dat hem transfervrij overnam van Werder Bremen. Hiermee keerde hij na zes jaar terug in de Eredivisie. De transfer kwam tot stand nadat Elia in eerste instantie zelf contact opnam met Feyenoord om te melden dat hij in Rotterdam wilde komen voetballen. Dit werd daadwerkelijk mogelijk nadat Werder Bremen niet langer vasthield aan een transfersom. Bij zijn thuisdebuut, op 13 september 2015 tegen Willem II, maakte Elia in de 68e minuut het enige doelpunt van de wedstrijd.
Elia speelde een bepalende rol in de finale van het toernooi om de KNVB beker, tegen FC Utrecht (2-1) op 24 april 2016. Zijn schot werd door doelman Filip Bednarek (FC Utrecht) tot doelpunt getransformeerd. Mede dankzij dit doelpunt won Feyenoord voor het eerst sinds 2008 weer een prijs. Hij verlengde in juni 2016 zijn contract bij de club tot medio 2018. Na het behalen van het kampioenschap 2016-2017 met Feyenoord kondigde Elia aan te zullen vertrekken bij Feyenoord om nog eenmaal een stap in zijn carrière te maken.

### İstanbul Başakşehir
Op 13 juni 2017 tekende Elia een tweejarig contract bij İstanbul Başakşehir, de revelatie van het vorige Turkse voetbalseizoen. Met de overgang was circa 1,5 miljoen euro gemoeid. Elia kreeg rugnummer 11 toegewezen.

### FC Utrecht
Op 19 augustus 2020 tekende Elia een tweejarig contract bij FC Utrecht, nadat hij transfevrij overkwam van İstanbul Başakşehir. Elia maakte zijn eerste doelpunt voor FC Utrecht in de uitwedstrijd tegen FC Emmen. De eerstvolgende wedstrijd maakte Elia wederom de openingstreffer, ditmaal tegen AZ.
Op 30 juli 2021 werd bekendgemaakt dat het contract van Elia per direct werd ontbonden.

### ADO Den Haag
Elia tekende op 18 november 2021 een contract tot het einde van seizoen 2021/22 bij ADO Den Haag, nadat hij al twee maanden had meegetraind met de selectie.

### Amateurvoetbal
Enkele jaren na het beëindigen van zijn professionele voetbalcarrière werd Elia nog actief in het Nederlandse amateurvoetbal bij FC Skillz en SV Madestein.

## Statistieken
| Seizoen        | Club                | Competitie     | Competitie | Competitie | Beker | Beker | Internationaal | Internationaal | Overig | Overig | Totaal | Totaal |
| Seizoen        | Club                | Competitie     | Wed.       | Dlp.       | Wed.  | Dlp.  | Wed.           | Dlp.           | Wed.   | Dlp.   | Wed.   | Dlp.   |
| -------------- | ------------------- | -------------- | ---------- | ---------- | ----- | ----- | -------------- | -------------- | ------ | ------ | ------ | ------ |
| 2004/05        | ADO Den Haag        | Eredivisie     | 4          | 1          | 0     | 0     | 0              | 0              | 0      | 0      | 4      | 1      |
| 2005/06        | ADO Den Haag        | Eredivisie     | 30         | 2          | 3     | 2     | 0              | 0              | 0      | 0      | 33     | 4      |
| 2006/07        | ADO Den Haag        | Eredivisie     | 25         | 3          | 2     | 4     | 0              | 0              | 0      | 0      | 27     | 7      |
| 2007/08        | FC Twente           | Eredivisie     | 30         | 2          | 0     | 0     | 2              | 0              | 4      | 0      | 36     | 2      |
| 2008/09        | FC Twente           | Eredivisie     | 34         | 9          | 5     | 4     | 8              | 1              | 0      | 0      | 47     | 14     |
| 2009/10        | Hamburger SV        | Bundesliga     | 24         | 5          | 1     | 0     | 10             | 1              | 0      | 0      | 35     | 6      |
| 2010/11        | Hamburger SV        | Bundesliga     | 24         | 2          | 1     | 0     | 0              | 0              | 0      | 0      | 25     | 2      |
| 2011/12        | Hamburger SV        | Bundesliga     | 4          | 0          | 1     | 0     | 0              | 0              | 0      | 0      | 5      | 0      |
| 2011/12        | Juventus            | Serie A        | 4          | 0          | 1     | 0     | 0              | 0              | 0      | 0      | 5      | 0      |
| 2012/13        | Werder Bremen       | Bundesliga     | 24         | 0          | 0     | 0     | 0              | 0              | 0      | 0      | 24     | 0      |
| 2013/14        | Werder Bremen       | Bundesliga     | 33         | 4          | 0     | 0     | 0              | 0              | 0      | 0      | 33     | 4      |
| 2014/15        | Werder Bremen       | Bundesliga     | 9          | 0          | 0     | 0     | 0              | 0              | 0      | 0      | 9      | 0      |
| 2014/15        | → Southampton       | Premier League | 16         | 2          | 1     | 0     | 0              | 0              | 0      | 0      | 17     | 2      |
| 2015/16        | Feyenoord           | Eredivisie     | 31         | 8          | 6     | 0     | 0              | 0              | 0      | 0      | 37     | 8      |
| 2016/17        | Feyenoord           | Eredivisie     | 24         | 9          | 3     | 1     | 3              | 0              | 1      | 0      | 31     | 10     |
| 2017/18        | İstanbul Başakşehir | Süper Lig      | 24         | 5          | 0     | 0     | 8              | 3              | 0      | 0      | 32     | 8      |
| 2018/19        | İstanbul Başakşehir | Süper Lig      | 21         | 1          | 2     | 0     | 1              | 0              | 0      | 0      | 24     | 1      |
| 2019/20        | İstanbul Başakşehir | Süper Lig      | 23         | 3          | 0     | 0     | 8              | 0              | 0      | 0      | 31     | 3      |
| 2020/21        | FC Utrecht          | Eredivisie     | 20         | 2          | 2     | 0     | 0              | 0              | 1      | 0      | 23     | 2      |
| 2021/22        | ADO Den Haag        | Eerste divisie | 6          | 0          | 0     | 0     | 0              | 0              | 0      | 0      | 6      | 0      |
| Carrièretotaal | Carrièretotaal      | Carrièretotaal | 404        | 58         | 28    | 11    | 40             | 5              | 6      | 0      | 478    | 74     |

Bijgewerkt t/m 16 januari 2022.

## Nederlands elftal

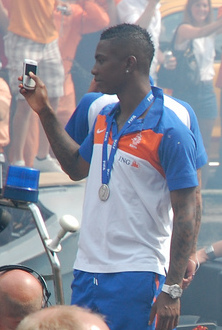
Elia in 2010.

Elia maakte op 5 september 2009 debuut in het Nederlands voetbalelftal, thuis tegen Japan. Na rust kwam hij erin als wissel voor Arjen Robben. In de 69e minuut gaf hij een voorzet waaruit Robin van Persie de openingstreffer scoorde. Later gaf hij ook de voorzet waaruit Klaas-Jan Huntelaar in de 87e minuut 3-0 maakte. In zijn tweede interland op 9 september 2009 viel Elia in voor Robben in het WK-kwalificatieduel met Schotland in Glasgow. Hij scoorde 0-1 in de 82e minuut, zijn eerste interlanddoelpunt. In de zomer van 2010 werd Elia door Bert van Marwijk geselecteerd voor het WK 2010. Daarop kreeg hij rugnummer 17. In de finale verving hij Dirk Kuyt in de 71e minuut. Elia miste op 8 juni 2011 de vierde penalty in de reeks van vijf in een oefenwedstrijd tegen Uruguay, dat daardoor won.

### Interlands
| Seizoen         | Land            | Vriendschappelijk | Vriendschappelijk | Officieel | Officieel | Totaal | Totaal |
| Seizoen         | Land            | Wed.              | Goal              | Wed.      | Goal      | Wed.   | Goal   |
| --------------- | --------------- | ----------------- | ----------------- | --------- | --------- | ------ | ------ |
| 2009/10         | Nederland       | 8                 | 1                 | 7         | 1         | 15     | 2      |
| 2010/11         | Nederland       | 3                 | 0                 | 4         | 0         | 7      | 0      |
| 2011/12         | Nederland       | 0                 | 0                 | 4         | 0         | 4      | 0      |
| 2012/13         | Nederland       | 1                 | 0                 | 1         | 0         | 2      | 0      |
| 2017/18         | Nederland       | 2                 | 0                 | 0         | 0         | 2      | 0      |
| Carrière totaal | Carrière totaal | 14                | 1                 | 16        | 1         | 30     | 2      |

Bijgewerkt op 4 juni 2018

## Trainerscarrière
In het najaar van 2024 begon Elia in de jeugdopleiding van ADO Den Haag om aan zijn trainersdiploma's te werken. Hij ging Frans Danen ondersteunen bij het Onder 17-elftal van de club. In de zomer van 2025 volgde de stap naar het Onder 21-elftal van ADO Den Haag.

## Privé
Elia werd geboren in Nederland. Zijn beide ouders zijn geboren en getogen in Suriname. De voornaam Eljero is een verbastering van de naam van zanger Al Jarreau. Elia trouwde in juni 2015 in Noordwijk-Binnen met zijn verloofde Sanne, met wie hij eerder drie dochters kreeg, en inmiddels nog een zoontje heeft.
Op 7 maart 2016 werd Elia door de politie van Rotterdam aangehouden op verdenking van mishandeling in het uitgaansleven de week ervoor. Na een nacht in de cel en enkele verhoren werd hij een dag later weer op vrije voeten gesteld. Elia bleef ontkennen maar accepteerde wel een boete van 750 euro. In 2008 accepteerde Elia ook een boete van 250 euro voor zijn rol in een mishandeling na een verkeersruzie op de scooter.
Nadat hij in 2016 met Feyenoord de beker won, liet Elia een tatoeage zetten. De tatoeëerder maakte echter enkele fouten, waardoor er 'Fenenoond' op zijn been stond, evenals een verkeerde datum.
Naast zijn voetbalcarrière is Elia ondernemer. Hij is mede-eigenaar van kledingmerk BALR. (samen met Demy de Zeeuw en Gregory van der Wiel), is betrokken bij een social media platform en bezit een cocktailbar in Den Haag.

## Erelijst
Juventus
- Serie A: 2011/12

 Feyenoord
- Eredivisie: 2016/17
- KNVB beker: 2015/16

 İstanbul Başakşehir
- Süper Lig: 2019/20

Individueel
- Eredivisie-talent van het Jaar: 2008/09
- Bundesliga Tor des Monats: december 2009